# Popillia oxypyga
Popillia oxypyga är en skalbaggsart som beskrevs av Ohaus 1926. Popillia oxypyga ingår i släktet Popillia och familjen Rutelidae. Inga underarter finns listade i Catalogue of Life.